# Seznam českých šlechtických rodů, T
Tento seznam obsahuje výčet šlechtických rodů, které byly v minulosti spjaty s Českým královstvím Podmínkou uvedení je držba majetku, která byla v minulosti jedním z hlavních atributů šlechty, případně, zejména u šlechty novodobé, jejich služby ve státní správě na území Českého království či podnikatelské aktivity. Platí rovněž, že u šlechty, která nedržela konkrétní nemovitý majetek, jsou uvedeny celé rody, tj. rodiny, které na daném území žily alespoň po dvě generace, nejsou tudíž zahrnuti a počítáni za domácí šlechtu jednotlivci, kteří zde vykonávali pouze určité funkce (politické, vojenské apod.) po přechodnou či krátkou dobu. Nejsou rovněž zahrnuti církevní hodnostáři z řad šlechty, kteří pocházeli ze šlechtických rodů z jiných zemí.

## T

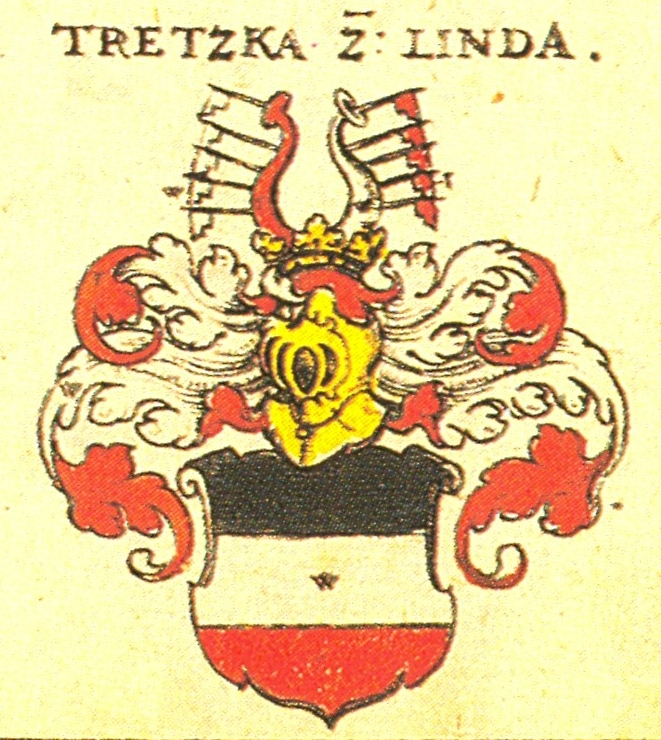
Erb rodu Trčků z Lípy. Vyobrazení z erbovníku Johanna Siebmachera.

- Táborští z Hyršfeldu[1]
- Talackové z Ještětic[2]
- z Talmberka
- Tamchynové z Doubravice[2]
- Taschekové[3]
- Tetourové z Tetova
- Thun-Hohensteinové
- Thurn-Taxisové
- Tovačovští z Cimburka
- Trachové z Březí
- Trauttenbergové
- Trauttmansdorffové
- Trautsonové
- Trčkové z Lípy
- Trippenbachové
- Týřovští z Ensidle